# Lamadrid (Formosa)
Lamadrid es una localidad del Departamento Bermejo, en la provincia de Formosa, Argentina. 
Se encuentra en el km 1677 de la Ruta Nacional 86.Cercano a la frontera con Misión San Leonardo, Departamento de Boquerón, Paraguay.

## Población
Cuenta con 63 habitantes (Indec, 2010). En censos anteriores había sido censada como población rural.